# Gaga lerstenii
Gaga lerstenii är en kantbräkenväxtart som först beskrevs av John T. Mickel och Joseph M. Beitel och som fick sitt nu gällande namn av Fay W.Li och Windham.
Gaga lerstenii ingår i släktet Gaga och familjen Pteridaceae. Inga underarter finns listade i Catalogue of Life.